# Blijf nog even hier (Bazart)
Blijf nog even hier is een single van de Belgische band Bazart. De single werd uitgebracht op 26 mei 2023. Blijf nog even hier staat anno oktober 2023 18 weken lang in de Ultratop 50 en wist de tweede plaats te halen in de Vlaamse Top 50. Het nummer werd genomineerd voor de Radio 2 Zomerhit en werd verschillende keren live gespeeld op o.a. Tien om te zien en tijdens de opvoering van Bazart op Pukkelpop.